# Discografie van Justin Timberlake

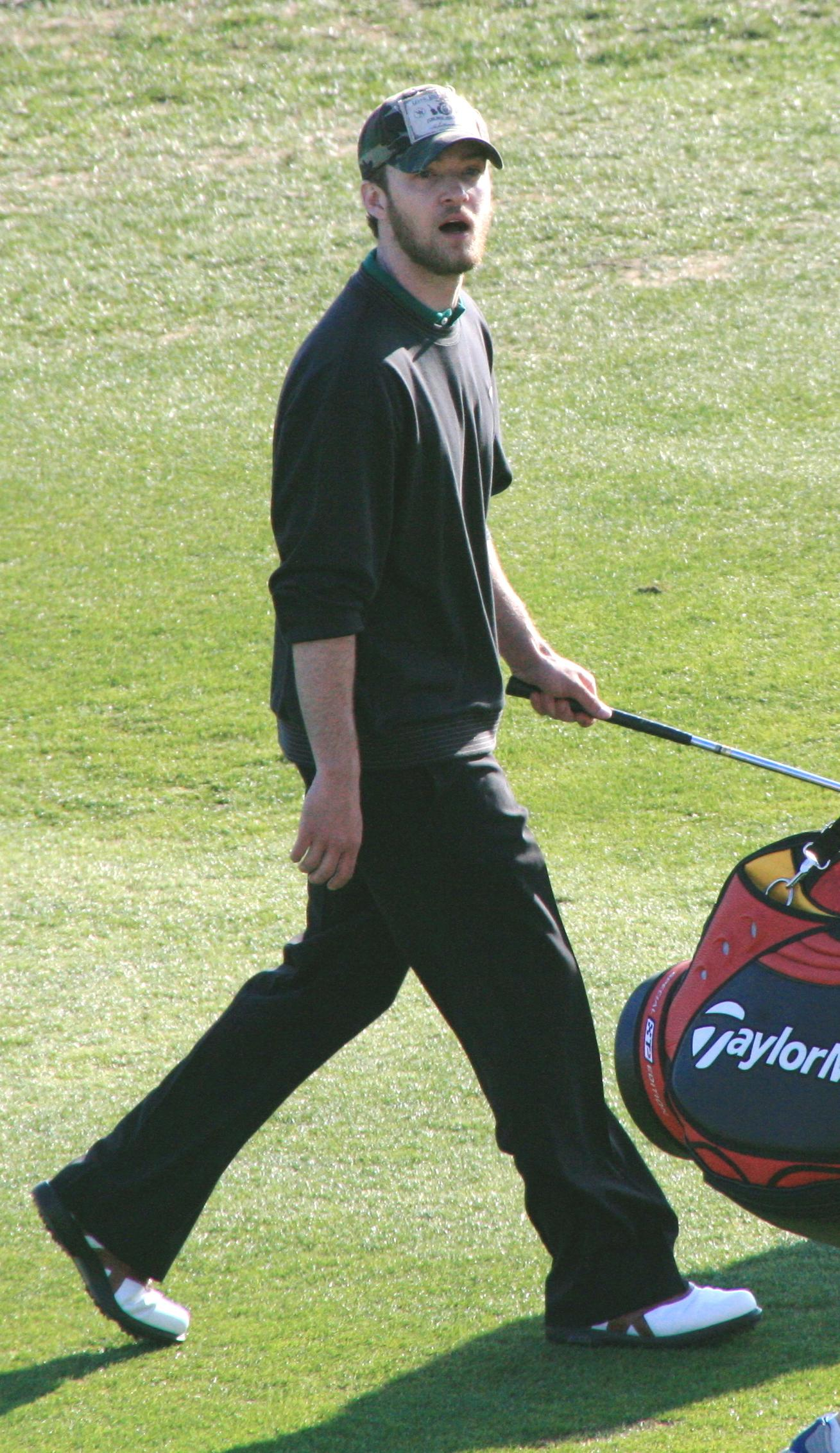
Justin Timberlake (2006)

Deze pagina bevat een lijst van alle singles en albums die Justin Timberlake ooit heeft uitgebracht. Deze lijst staat op volgorde van binnenkomen in de hitlijsten.

## Albums
| Album met eventuele hitnotering(en) in de Nederlandse Album Top 100 | Datum van verschijnen | Datum van binnenkomst | Hoogste positie | Aantal weken | Opmerkingen |
| ------------------------------------------------------------------- | --------------------- | --------------------- | --------------- | ------------ | ----------- |
| Justified                                                           | 2002                  | 09-11-2002            | 4               | 79           | 2x Platina  |
| Futuresex/Lovesounds                                                | 2006                  | 16-09-2006            | 4               | 46           |             |
| The 20/20 experience                                                | 2013                  | 23-03-2013            | 2               | 33           |             |
| The 20/20 experience - 2 of 2                                       | 31-09-2013            | 05-10-2013            | 4               | 14           |             |
| The 20/20 experience - The complete experience                      | 2013                  | 05-10-2013            | 30              | 9            |             |
| Man of the woods                                                    | 2018                  | 10-02-2018            | 1(1wk)          | 23           |             |
| Everything I Thought It Was                                         | 2024                  | 22-03-2024            | 3               | 1            |             |

| Album met hitnotering(en) in de Vlaamse Ultratop 200 albums | Datum van verschijnen | Datum van binnenkomst | Hoogste positie | Aantal weken | Opmerkingen |
| ----------------------------------------------------------- | --------------------- | --------------------- | --------------- | ------------ | ----------- |
| Justified                                                   | 2002                  | 18-01-2003            | 10              | 60           |             |
| Futuresex/Lovesounds                                        | 2006                  | 16-09-2006            | 5               | 89           |             |
| The 20/20 experience                                        | 2013                  | 23-03-2013            | 3               | 51           |             |
| The 20/20 experience - 2 of 2                               | 2013                  | 05-10-2013            | 5               | 33           |             |
| The 20/20 experience - The complete experience              | 2013                  | 05-10-2013            | 36              | 34           |             |
| Man of the woods                                            | 2018                  | 10-02-2018            | 1(2wk)          | 33           |             |
| Everything I Thought It Was                                 | 2024                  | 23-03-2024            | 3               | 1            |             |

## Singles
| Single met eventuele hitnotering(en) in de Nederlandse Top 40 | Datum van verschijnen | Datum van binnenkomst | Hoogste positie | Aantal weken | Opmerkingen                                                                |
| ------------------------------------------------------------- | --------------------- | --------------------- | --------------- | ------------ | -------------------------------------------------------------------------- |
| Like I love you                                               | 14-10-2002            | 26-10-2002            | 5               | 13           | Nr. 5 in de Single Top 100                                                 |
| Cry me a river                                                | 25-11-2002            | 18-01-2003            | 7               | 11           | Nr. 6 in de Single Top 100 / Alarmschijf                                   |
| Work it                                                       | 25-02-2003            | 08-03-2003            | 17              | 6            | met Nelly / Nr. 16 in de Single Top 100                                    |
| Rock your body                                                | 08-04-2003            | 03-05-2003            | 2               | 13           | Nr. 6 in de Single Top 100 / Alarmschijf                                   |
| Señorita                                                      | 08-07-2003            | 16-08-2003            | 8               | 8            | Nr. 26 in de Single Top 100 / Alarmschijf                                  |
| I'm lovin' it                                                 | 20-11-2003            | 29-11-2003            | 13              | 7            | Nr. 27 in de Single Top 100                                                |
| Signs                                                         | 25-04-2005            | 30-04-2005            | 3               | 14           | met Snoop Dogg & Charlie Wilson / Nr. 6 in de Single Top 100 / Alarmschijf |
| SexyBack                                                      | 18-07-2006            | 02-09-2006            | 5               | 12           | Nr. 7 in de Single Top 100                                                 |
| My love                                                       | 24-10-2006            | 18-11-2006            | 12              | 7            | met T.I. / Nr. 19 in de Single Top 100                                     |
| What goes around... comes around                              | 19-12-2006            | 17-03-2007            | 6               | 15           | Nr. 13 in de Single Top 100                                                |
| Give it to me                                                 | 06-02-2007            | 21-04-2007            | 7               | 11           | met Timbaland & Nelly Furtado / Nr. 8 in de Single Top 100                 |
| Lovestoned                                                    | 29-06-2007            | 30-06-2007            | 5               | 14           | Nr. 8 in de Single Top 100 / Alarmschijf                                   |
| Ayo technology                                                | 24-07-2007            | 11-08-2007            | 17              | 10           | met 50 Cent / Nr. 19 in de Single Top 100                                  |
| Until the end of time                                         | 13-11-2007            | 03-11-2007            | tip9            | -            | met Beyoncé                                                                |
| 4 Minutes                                                     | 17-03-2008            | 05-04-2008            | 1(2wk)          | 18           | als Justin / met Madonna / Nr. 1 in de Single Top 100 / Alarmschijf        |
| Dead and gone                                                 | 05-10-2008            | 04-04-2009            | 22              | 5            | met T.I. / Nr. 20 in de Single Top 100                                     |
| Love sex magic                                                | 13-03-2009            | 30-05-2009            | 26              | 4            | met Ciara / Nr. 41 in de Single Top 100                                    |
| Carry Out                                                     | 01-12-2009            | 08-05-2010            | 19              | 7            | met Timbaland / Nr. 37 in de Single Top 100                                |
| Love dealer                                                   | 04-05-2010            | 05-06-2010            | 12              | 11           | met Esmée Denters / Nr. 32 in de Single Top 100                            |
| Suit & tie                                                    | 15-01-2013            | 26-01-2013            | 18              | 7            | met Jay-Z / Nr. 10 in de Single Top 100                                    |
| Mirrors                                                       | 11-02-2013            | 23-02-2013            | 7               | 19           | Nr. 10 in de Single Top 100 / Alarmschijf                                  |
| Take back the night                                           | 12-07-2013            | 27-07-2013            | 23              | 9            | Nr. 38 in de Single Top 100                                                |
| Holy grail                                                    | 10-07-2013            | -                     |                 |              | met Jay-Z / Nr. 83 in de Single Top 100                                    |
| TKO                                                           | 20-09-2013            | 05-10-2013            | tip13           | -            |                                                                            |
| Not a bad thing                                               | 24-02-2014            | 29-03-2014            | 28              | 9            | Nr. 46 in de Single Top 100 / Alarmschijf                                  |
| Love never felt so good                                       | 2014                  | 17-05-2014            | 11              | 14           | met Michael Jackson / Nr. 2 in de Single Top 100                           |
| Can't stop the feeling!                                       | 2016                  | 14-05-2016            | 1(8wk)          | 24           | Nr. 2 in de Single Top 100 / Alarmschijf                                   |
| #WHEREISTHELOVE                                               | 01-09-2016            | 10-09-2016            | tip22           |              | als onderdeel van The World / met The Black Eyed Peas                      |
| Filthy                                                        | 05-01-2018            | 13-01-2018            | tip7            | -            | Nr. 53 in de Single Top 100                                                |
| Say something                                                 | 2018                  | 10-02-2018            | 7               | 19           | met Chris Stapleton / Nr. 24 in de Single Top 100 / Alarmschijf            |
| Man of the woods                                              | 2018                  | -                     |                 |              | Nr. 100 in de Single Top 100                                               |
| Soulmate                                                      | 2018                  | 14-07-2018            | tip17           | -            |                                                                            |
| The other side                                                | 2020                  | 14-03-2020            | 31              | 5            | met Sza                                                                    |
| Don't slack                                                   | 2020                  | 11-04-2020            | tip28*          |              | met Anderson Paak                                                          |
| Stay With Me                                                  | 2022                  | 22-7-2022             | 16              | 6            | met Calvin Harris , Halsey , Pharrell Williams / Alarmschijf               |
| Selfish                                                       | 2024                  | 15-03-2024            | 39              | 2            |                                                                            |

| Single met hitnotering(en) in de Vlaamse Ultratop 50 | Datum van verschijnen | Datum van binnenkomst | Hoogste positie | Aantal weken | Opmerkingen                                       |
| ---------------------------------------------------- | --------------------- | --------------------- | --------------- | ------------ | ------------------------------------------------- |
| Like I love you                                      | 2002                  | 26-10-2002            | 6               | 18           | Nr. 3 in de Radio 2 Top 30                        |
| Cry me a river                                       | 2003                  | 01-02-2003            | 7               | 9            | Nr. 5 in de Radio 2 Top 30                        |
| Work it                                              | 2003                  | 15-03-2003            | 26              | 8            | met Nelly                                         |
| Rock your body                                       | 2003                  | 17-05-2003            | 6               | 13           | Nr. 4 in de Radio 2 Top 30                        |
| Señorita                                             | 2003                  | 06-09-2003            | 15              | 9            | Nr. 11 in de Radio 2 Top 30                       |
| I'm lovin' it                                        | 2003                  | 20-12-2003            | 25              | 7            | Nr. 19 in de Radio 2 Top 30                       |
| Signs                                                | 2005                  | 28-05-2005            | 11              | 13           | met Snoop Dogg & Charlie Wilson                   |
| Sexyback                                             | 2006                  | 09-09-2006            | 3               | 18           |                                                   |
| My love                                              | 2006                  | 25-11-2006            | 16              | 17           | met T.I.                                          |
| What goes around... comes around                     | 2007                  | 17-03-2007            | 8               | 18           |                                                   |
| Give it to me                                        | 2007                  | 21-04-2007            | 4               | 24           | met Timbaland & Nelly Furtado                     |
| Lovestoned                                           | 2007                  | 14-07-2007            | 14              | 15           | Nr. 16 in de Radio 2 Top 30                       |
| Ayo technology                                       | 2007                  | 22-09-2007            | 13              | 17           | met 50 Cent                                       |
| Summer love                                          | 2007                  | 08-12-2007            | tip6            | -            |                                                   |
| 4 Minutes                                            | 2008                  | 19-04-2008            | 1(6wk)          | 19           | als Justin / met Madonna                          |
| Dead and gone                                        | 2009                  | 21-03-2009            | 28              | 8            | met T.I.                                          |
| Love sex magic                                       | 2009                  | 25-04-2009            | 19              | 12           | met Ciara                                         |
| Hallelujah                                           | 2010                  | 06-02-2010            | 25              | 2            | met Matt Morris & Charlie Sexton                  |
| Love dealer                                          | 2010                  | 22-05-2010            | tip3            | -            | met Esmée Denters                                 |
| Carry out                                            | 2010                  | 07-08-2010            | tip14           | -            | met Timbaland                                     |
| Suit & tie                                           | 2013                  | 26-01-2013            | 9               | 10           | met Jay-Z                                         |
| Mirrors                                              | 2013                  | 23-02-2013            | 17              | 17           |                                                   |
| Holy grail                                           | 2013                  | 27-07-2013            | 26              | 13           | met Jay-Z                                         |
| Tunnel vision                                        | 2013                  | 03-08-2013            | tip49           | -            |                                                   |
| Take back the night                                  | 2013                  | 07-09-2013            | 26              | 7            |                                                   |
| TKO                                                  | 2013                  | 28-09-2013            | tip5            | -            |                                                   |
| Not a bad thing                                      | 2014                  | 05-04-2014            | tip4            | -            |                                                   |
| Love never felt so good                              | 2014                  | 10-05-2014            | 4               | 17           | met Michael Jackson / Nr. 22 in de Radio 2 Top 30 |
| Can't stop the feeling!                              | 2016                  | 21-05-2016            | 1(14wk)         | 43           | bestverkochte single van 2016                     |
| True colors                                          | 2016                  | 15-10-2016            | tip31           | -            | met Anna Kendrick                                 |
| Filthy                                               | 2018                  | 13-01-2018            | 17              | 5            |                                                   |
| Say something                                        | 2018                  | 10-02-2018            | 5               | 22           | met Chris Stapleton                               |
| Soulmate                                             | 2018                  | 14-07-2018            | tip4            | -            |                                                   |
| Stay with Me                                         | 2022                  | 22-7-2022             | 28              | 7            | met Calvin Harris, Halsey, & Pharrell Williams    |
| Selfish                                              | 2024                  | 03-02-2024            | 36              | 3            |                                                   |

## NPO Radio 2 Top 2000
| Nummers met noteringen in de NPO Radio 2 Top 2000 | '13  | '14  | '15  | '16  | '17  | '18  | '19  | '20  | '21  | '22  | '23  | '24  |
| ------------------------------------------------- | ---- | ---- | ---- | ---- | ---- | ---- | ---- | ---- | ---- | ---- | ---- | ---- |
| Can't Stop the Feeling!                           | ×    | ×    | ×    | 363  | 338  | 475  | 593  | 667  | 948  | 1157 | 1318 | 1439 |
| Cry Me a River                                    | -    | 1462 | 1146 | 1312 | 1577 | 1295 | 1802 | 1521 | -    | -    | -    | -    |
| Love Never Felt So Good (met Michael Jackson)     | ×    | -    | 1119 | 1373 | 1670 | 1175 | 1832 | 1953 | -    | -    | -    | -    |
| Mirrors                                           | 1663 | 867  | 944  | 1099 | 1298 | 1094 | 1456 | 1100 | 1381 | 1581 | 1552 | 1317 |

1. ↑  Een '-' betekent dat het nummer niet was genoteerd, een '×' betekent dat het nummer nog niet was uitgebracht en een vetgedrukt getal geeft de hoogste notering van een nummer aan.
2. ↑  2013 was het eerste jaar met een notering voor Justin Timberlake.

## Dvd's
| Dvd's met hitnoteringen in de DVD Top 30               | Datum van verschijnen' | Datum van binnenkomst | Hoogste positie | Aantal weken | Opmerkingen |
| ------------------------------------------------------ | ---------------------- | --------------------- | --------------- | ------------ | ----------- |
| Live from London                                       | 2003                   | 27-12-2003            | 11              | 7            |             |
| Futuresex / Loveshow - Live from Madison Square Garden | 2007                   | 01-12-2007            | 2               | 69           |             |

## Gastoptredens
- 2001: My Kind Of Girl (met Brian McKnight, van het album Superhero)
- 2001: What It's Like To Be Me (met Britney Spears, van het album Britney)
- 2002: How Come You Don't Call Me (Remix) (met Alicia Keys & N*E*R*D, van het album  Songs in A Minor)
- 2003: Where Is The Love (met The Black Eyed Peas, van het album Elephunk)
- 2003: Hootnanny (met Bubba Sparxxx, van het album Deliverance)
- 2004: Good Foot (met Timbaland, van Shark Tale soundtrack)
- 2004: Headsprung (Remix) (met Keri Hilson)
- 2005: My Style (met The Black Eyed Peas, van Monkey Business)
- 2005: Floatin' (met Charlie Wilson & will.i.am, from Charlie, Last Name Wilson)
- 2006: Loose Ends (met Sérgio Mendes, Pharoahe Monch & will.i.am, van het album Timeless)
- 2006: My Style (DJ Premier Remix) (met The Black Eyed Peas, van het album Renegotiations: The Remixes)
- 2007: Ayo Technology (met 50 Cent & Timbaland, van het album Curtis)
- 2008: 4 Minutes (met Madonna en Timbaland)
- 2008: Rehab (met Rihanna)
- 2009: Love Sex Magic (met Ciara)
- 2009: Crazy Girl (met Timbaland)
- 2009: Carry Out (met Timbaland, van het album Timbaland Presents Shock Value II)